# Bazré
Bazré  è una città e sottoprefettura della Costa d'Avorio appartenente al dipartimento di Sinfra. Conta una popolazione di 34 781 abitanti (censimento 2014).